# Qasar Kan
Qasar (también escrito Hasar o Khasar, y también conocido como Jo'chi Qasar ; mongol : Жочи Хасар) fue uno de los tres hermanos completos de Genghis Khan. Según Jami' al-Tawarikh, su nombre de pila era Jo'chi y recibió el apodo de Khasar por su distinguida valentía. También fue llamado Habutu Hasar (Хавт Хасар, Hasar el Hábil (arquero)) porque era hábil con el arco.

## Biografía

### Primeros años
Hasar, de niño, fue expulsado de la tribu borjigin junto con el resto de la familia por el caudillo taichudi Targhutai Hiriltug. La comida escaseaba y Behter, su hermanastro mayor, y el mayor de todos los hijos del difunto Yesugei, robaba o se quedaba con la comida de su madre y hermanos. Tras la derrota de Temüjin en Khalakhaljid Sands (1203), Hasar se perdió y se escondió, junto con sus hijos y seguidores, en el bosque. Temüjin reunió entonces nuevos adeptos entre los mongoles, engañó a su rival Ong Khan con un falso mensaje de rendición de su hermano desaparecido Hasar, y aplastó a los keraitas a finales de 1203.

### Carrera militar
Concedidos territorios por el kan, los hermanos completos de Genghis Khan, Qasar, Khaijun y Temuge, formaron el Ala Izquierda del Imperio Mongol en el extremo oriental de Mongolia Interior, mientras que los tres hijos de Genghis Khan, Jochi, Chaghatai y Ögedei, constituyeron el Ala Derecha en el extremo occidental. El ala derecha vio una extensión significativa al oeste pero el ala izquierda no tenía tanta tierra que se conquistará. Qasar sí conquistó lo que más tarde se conocería como Manchuria, Corea y territorios que actualmente forman parte de Rusia (al norte de Corea). La madre de Hasar, Hoelun, le defendió de las acusaciones de deslealtad de Teb Tengri, un chamán. Endurecido por su madre Hoelun y su esposa Börte, que veían en Teb Tengri una amenaza para la sucesión dinástica, Gengis permitió que Khasar y Temüge mataran a Teb Tengri en un combate de lucha libre. A diferencia del Ala Derecha, donde las propiedades se dividían a partes iguales, Temüge se veía favorecido frente a Khasar y Khachiun en el Ala Izquierda. El ulus (pueblo y, en segundo lugar, territorio) de Hasar era significativamente menor que el de Temüge. Su territorio original estaba situado al oeste de las montañas Khingan y estaba rodeado por los ríos Ergune y Hailar, y la montaña Külün. Tras la conquista de China, los príncipes asaríes poseían al menos dos territorios adicionales en Shandong y Jiangxi, respectivamente. 